# GP Explorer 2
Navigation
GP Explorer 1 GP Explorer : The Last Race
Le GP Explorer 2 est la seconde édition du GP Explorer, une course de Formule 4 entre créateurs de contenu et personnalités publiques organisée par Squeezie. Annoncée le 3 mai 2023 dans un live Twitch, la course se tient le 9 septembre 2023 au circuit Bugatti du Mans.
L'ouverture de la billetterie en ligne est annoncée le 24 mai 2023. L'ensemble des 60 000 places pour assister à l'évènement est vendu en moins de 30 minutes. Le prix original d'une place était de 48 €,.
Diffusé en direct sur Twitch, l'événement établit le nouveau record francophone de visionnages avec plus d'1,3 million de téléspectateurs simultanés, battant le précédent record du Eleven All Stars détenu par AmineMaTue, et devient le sixième événement mondial en termes d'audience.

## Liste des engagés
Sur les 24 participants à l'événement, 12 sont issus de l'édition précédente et 12 nouveaux se rajoutent à la liste des engagés. Certains n'avaient même pas le permis de conduire. Tous les pilotes conduisent la même voiture, à savoir la Mygale M21-F4 Alpine/Oreca.
| Équipe              | No | Pilote            |
| ------------------- | -- | ----------------- |
| NordVPN Vilebrequin | 1  | Sylvain Levy      |
| NordVPN Vilebrequin | 10 | Pierre Chabrier   |
| RhinoShield         | 3  | Seb               |
| RhinoShield         | 31 | Maghla (R)        |
| Gentle Mates        | 7  | Gotaga            |
| Gentle Mates        | 14 | Squeezie          |
| Crunchyroll         | 8  | Billy (R)         |
| Crunchyroll         | 92 | Kekra (R)         |
| Racers by Alpine    | 11 | Manon Lanza       |
| Racers by Alpine    | 64 | Depielo           |
| Samsung             | 13 | Soso Maness (R)   |
| Samsung             | 19 | SCH (R)           |
| Alpine              | 15 | Djilsi            |
| Alpine              | 23 | Théodort (R)      |
| Mouv'               | 16 | Ana On Air (R)    |
| Mouv'               | 97 | Maxime Biaggi (R) |
| Overwatch 2         | 27 | Kaatsup           |
| Overwatch 2         | 94 | LeBouseuh         |
| Cupra               | 28 | Baghera Jones (R) |
| Cupra               | 66 | Horty (R)         |
| Subway              | 38 | Mister V (R)      |
| Subway              | 98 | Théo Juice (R)    |
| Wargaming           | 43 | Étienne Moustache |
| Wargaming           | 49 | Amixem            |

(R) : Pilotes débutants n'ayant pas participé au GP Explorer 1. 
6 pilotes féminines sont engagées, à savoir Maghla, Manon Lanza, Ana On Air, Kaatsup, ainsi que Baghera Jones et Horty, ces deux dernières formant la seule écurie 100 % féminine du plateau.

## Séance de qualification

### Résultats des qualifications
Pour répartir l'ordre de la grille de départ, trois séances de qualifications sont organisées, chacune d'une durée de 15 minutes.

#### Séance Q1
Pour empêcher trop de trafic sur la piste, les premières qualifications sont divisées en deux groupes de 12 voitures. Les vingt-quatre pilotes participent et les seize mieux classés, une fois les temps des deux groupes combinés, seront qualifiés pour la Q2.

#### Séance Q2
Dans la deuxième séance de qualifications, seuls les dix pilotes les plus rapides sont classés pour la Q3. SCH, qui avait signé le cinquième meilleur temps de la première séance de qualifications, ne parvient pas à se qualifier en Q3.

#### Séance Q3
Lors de la troisième séance, Squeezie fait un tête-à-queue et termine dans les graviers, déclenchant un drapeau rouge alors qu'il reste une minute, mettant fin à la séance de qualification. Depielo avait déjà signé, dès son deuxième tour de piste, le meilleur temps de toutes les séances confondues et prend donc la pole position, devant Étienne Moustache et Sylvain Lévy.

### Grille de départ
| Pos. | Pilote            | Écurie              | Qualifications 1 | Qualifications 2 | Qualifications 3 |
| ---- | ----------------- | ------------------- | ---------------- | ---------------- | ---------------- |
| 1    | Depielo           | Racers by Alpine    | 1 min 43 s 726   | 1 min 43 s 131   | 1 min 42 s 461   |
| 2    | Étienne Moustache | Wargaming           | 1 min 44 s 140   | 1 min 44 s 435   | 1 min 43 s 397   |
| 3    | Sylvain Levy      | NordVPN Vilebrequin | 1 min 45 s 928   | 1 min 44 s 062   | 1 min 43 s 435   |
| 4    | LeBouseuh         | Overwatch 2         | 1 min 45 s 751   | 1 min 43 s 798   | 1 min 43 s 744   |
| 5    | Ana On Air        | Mouv'               | 1 min 46 s 538   | 1 min 44 s 201   | 1 min 44 s 766   |
| 6    | Maxime Biaggi     | Mouv'               | 1 min 46 s 573   | 1 min 45 s 562   | 1 min 45 s 048   |
| 7    | Pierre Chabrier   | NordVPN Vilebrequin | 1 min 46 s 785   | 1 min 45 s 355   | 1 min 45 s 608   |
| 8    | Amixem            | Wargaming           | 1 min 47 s 470   | 1 min 45 s 676   | 1 min 45 s 655   |
| 9    | Squeezie          | Gentle Mates        | 1 min 46 s 518   | 1 min 45 s 840   | 1 min 45 s 684   |
| 10   | Soso Maness       | Samsung             | 1 min 47 s 585   | 1 min 45 s 646   | 1 min 46 s 851   |
| 11   | Manon Lanza       | Racers by Alpine    | 1 min 47 s 659   | 1 min 45 s 881   |                  |
| 12   | Kaatsup           | Overwatch 2         | 1 min 47 s 265   | 1 min 46 s 395   |                  |
| 13   | SCH               | Samsung             | 1 min 46 s 001   | 1 min 46 s 554   |                  |
| 14   | Théodort          | Alpine              | 1 min 47 s 877   | 1 min 46 s 922   |                  |
| 15   | Mister V          | Subway              | 1 min 48 s 018   | 1 min 47 s 358   |                  |
| 16   | Gotaga            | Gentle Mates        | 1 min 47 s 292   | 1 min 47 s 763   |                  |
| 17   | Djilsi            | Alpine              | 1 min 48 s 734   |                  |                  |
| 18   | Seb               | RhinoShield         | 1 min 50 s 135   |                  |                  |
| 19   | Theo Juice        | Subway              | 1 min 50 s 608   |                  |                  |
| 20   | Baghera Jones     | Cupra               | 1 min 52 s 387   |                  |                  |
| 21   | Billy             | Crunchyroll         | 1 min 53 s 607   |                  |                  |
| 22   | Kekra             | Crunchyroll         | 1 min 53 s 971   |                  |                  |
| 23   | Maghla            | RhinoShield         | 1 min 54 s 017   |                  |                  |
| 24   | Horty             | Cupra               | 2 min 05 s 147   |                  |                  |

## Résumé de la course
Dans le premier tour, un accrochage a lieu entre Manon Lanza et Maxime Biaggi au virage du Garage Bleu, ce qui déclenche une Safety Car dans un premier temps, puis un drapeau rouge. La course reprend au 8e tour.

### Classement de la course
| Pos. | No | Pilote            | Écurie              | Tours | Temps/Abandon    | Grille | Points  |
| ---- | -- | ----------------- | ------------------- | ----- | ---------------- | ------ | ------- |
| 1    | 64 | Depielo           | Racers by Alpine    | 15    | 38 min 41 s 998  | 1      | 96 + 15 |
| 2    | 1  | Sylvain Levy      | NordVPN Vilebrequin | 15    | + 4 s 824        | 3      | 93      |
| 3    | 43 | Étienne Moustache | Wargaming           | 15    | + 6 s 836        | 2      | 81      |
| 4    | 94 | LeBouseuh         | Overwatch 2         | 15    | + 18 s 923       | 4      | 79      |
| 5    | 16 | Ana On Air        | Mouv'               | 15    | + 37 s 873       | 5      | 70      |
| 6    | 10 | Pierre Chabrier   | NordVPN Vilebrequin | 15    | + 38 s 656       | 7      | 66      |
| 7    | 14 | Squeezie          | Gentle Mates        | 15    | + 40 s 180       | 9      | 60      |
| 8    | 49 | Amixem            | Wargaming           | 15    | + 41 s 363       | 8      | 55      |
| 9    | 13 | Soso Maness       | Samsung             | 15    | + 50 s 511       | 10     | 52      |
| 10   | 27 | Kaatsup           | Overwatch 2         | 15    | + 54 s 309       | 12     | 48      |
| 11   | 07 | Gotaga            | Gentle Mates        | 15    | + 59 s 086       | 16     | 42      |
| 12   | 38 | Mister V          | Subway              | 15    | + 1 min 08 s 312 | 15     | 38      |
| 13   | 23 | Théodort          | Alpine              | 15    | + 1 min 20 s 373 | 14     | 35      |
| 14   | 15 | Djilsi            | Alpine              | 15    | + 1 min 26 s 425 | 17     | 32      |
| 15   | 3  | Seb               | Rhinoshield         | 15    | + 1 min 32 s 332 | 18     | 28      |
| 16   | 98 | Théo Juice        | Subway              | 15    | + 1 min 35 s 400 | 19     | 22      |
| 17   | 28 | Baghera Jones     | Cupra               | 15    | + 1 min 50 s 518 | 20     | 18      |
| 18   | 31 | Maghla            | Rhinoshield         | 14    | + 1 tour         | 23     | 16      |
| 19   | 66 | Horty             | Cupra               | 13    | + 2 tours        | 24     | 14      |
| Abd. | 8  | Billy             | Crunchyroll         | 14    | Sortie de piste  | 21     | 12      |
| Abd. | 92 | Kekra             | Crunchyroll         | 10    | Abandon          | 22     | 8       |
| Abd. | 19 | SCH               | Samsung             | 8     | Tête-à-queue     | 13     | 6       |
| Abd. | 97 | Maxime Biaggi     | Mouv'               | 0     | Accrochage       | 6      | 4       |
| Abd. | 11 | Manon Lanza       | Racers by Alpine    | 0     | Accrochage       | 11     | 2       |

### Pole position et record du tour
- Pole position :  Depielo en 1 min 42 s 461.
- Meilleur tour en course :  Depielo en 1 min 42 s 763, lui permettant de remporter 15 points supplémentaires pour son écurie Racers by Alpine.

### Classement par écurie
Avec Sylvain Lévy (2e) et Pierre Chabrier (6e), NordVPN Vilebrequin est sacré vainqueur du classement des écuries.
| Pos. | Écurie              | Points |
| ---- | ------------------- | ------ |
| 1    | NordVPN Vilebrequin | 159    |
| 2    | Wargaming           | 136    |
| 3    | Overwatch 2         | 127    |
| 4    | Racers by Alpine    | 113    |
| 5    | Gentle Mates        | 102    |
| 6    | Mouv'               | 74     |
| 7    | Alpine              | 67     |
| 8    | Subway              | 60     |
| 9    | Samsung             | 58     |
| 10   | RhinoShield         | 42     |
| 11   | Cupra               | 30     |
| 12   | Crunchyroll         | 24     |

## Faits marquants

### Accident
Pendant la course, Manon Lanza provoque un accident avec Maxime Biaggi. Les deux pilotes sont contraints d'abandonner. À la suite de l'accident, Manon Lanza est conduite à l'hôpital,.

### Harcèlement et sexisme
Après la course, une polémique éclate concernant l'accident entre Maxime Biaggi et Manon Lanza. La jeune femme est la cible d'une vague de cyberharcèlement et de sexisme sur les réseaux sociaux,. 

### Personnalités invitées
Les pilotes de Formule 1 Pierre Gasly et Esteban Ocon sont présents en tant qu'invités. Ce dernier se distingue en faisant un tour de piste et des donuts devant les tribunes au volant d'une Lotus E20 de 2012, monoplace de l'écurie Lotus F1 Team.
Les espoirs français Théo Pourchaire et Victor Martins font un tour de piste au volant d'une Formule 2. Victor Martins fait aussi découvrir le circuit à l'acteur Jonathan Cohen à bord d'une Alpine A110S,.
Le vidéaste GMK est invité avant la course pour une démonstration automobile, avec notamment l'humoriste Ragnar Le Breton et les vidéastes Michou et Inoxtag.